# Walerian Alexandrowitsch Frolow
Walerian Alexandrowitsch Frolow (russisch Валериан Александрович Фролов; * 26. Maijul. / 7. Juni 1895greg. in St. Petersburg; † 6. Januar 1961 in Leningrad) war ein sowjetischer Generaloberst (1943) und Befehlshaber im Großen Vaterländischen Krieg.

## Leben
Walerian Frolow wurde 1895 in der Familie eines kleinen Angestellten geboren. Im Mai 1915 wurde er in die kaiserlich-russische Armee eingezogen und erhielt seine Grundausbildung ab Juli beim 180. Reserve-Infanterieregiment (Petrograd), danach im Reservebataillon der Leibgarde des Moskauer Regiments, wo er beim Ausbildungszug geschult wurde. Seit April 1917 nahm er im Rahmen eines Regiments an der Südwestfront am Ersten Weltkrieg teil. An der Front erreichte er schnell den Rang eines Unteroffiziers und wurde nach einer Verwundung zum Zugführer ernannt. Im Februar 1918 wurde er demobilisiert.

### In der Roten Armee
Im Februar 1918 trat er als einer der Ersten der Roten Armee bei und begann seinen Dienst im Reservebataillon in Wyborg, auf dessen Grundlage bald das 1. Moskauer Revolutions-Regiment gebildet wurde. Frolow wurde Zugführer in diesen Regiment und kämpfte auf der Karelischen Landenge als Teil der roten Nordfront. Im Dezember 1918 wurde er Kompaniechef und wenige Monate später zum Bataillonskommandeur im 48. Regiment der 6. Schützendivision (Rote 7. Armee). Er nahm am Feldzug in Estland und an der Verteidigung von Petrograd gegen die Truppen des Generals N. N. Judenitsch in der Narva-Operation (November–Dezember 1919) teil. Im Sowjetisch-polnischen Krieg kämpfte er im Raum Polozk und Lepel und begleitete den Vorstß der Roten Armee nach Warschau. Am 6. September 1920 wurde er bei Grodno durch eine Granatenexplosion schwer verwundet und litt bis ans Lebensende an den Folgen. Nach einer langen Zeit im Krankenhaus kehrte er im Dezember zu seinem Regiment zurück. Im Winter und Frühjahr 1921 beteiligte er sich als Bataillonskommandeur an der Niederwerfung der Weißgardisten in Lepel und Senno. Im Frühjahr 1921 wurde die 6. Schützen-Division in den Militärbezirk Orjol verlegt, wo Frolow weiterhin als Bataillonskommandeur des 48. Schützen-Regiments fungierte. Im März 1922 kehrte er zum Westlichen Militärbezirk (ab Oktober 1926 Militärbezirk Belorus) zurück, wo er nacheinander Kompanien im 49., 50. und 6. Schützen-Regiment befehligte. 1924 absolvierte er die Höhere Taktische Infanterieschule des Komintern im Generalstab der Roten Armee. Seit November 1924 war er Leiter der Ausbildungsregimenter und seit Oktober 1926 Bataillonskommandeur des 5. Schützenregiments (2. Schützen-Division) im Militärbezirk Belarus. Seit November 1928 absolvierte er 6-monatige Vorbereitungskurse an der militärpolitischen Tolmatschew-Akademie der Roten Armee, nach deren Abschluss er im Juni 1929 in die Frunse-Militärakademie eintrat. Nach dem Abschluss wurde er im Mai 1932 zum Kommandeur des 46. Schützen-Regiments (16. Schützen-Division) im Leningrader Militärbezirk ernannt. Am 17. Februar wurde er zum Oberst befördert. Seit April 1936 fungierte er als Adjutant des Leiters der Abteilung der Luftverteidigung der Stadt Leningrad. Im November 1936 wurde er zum Stabschef der 54. Schützen-Division des Leningrader Militärbezirks ernannt und im Juni 1937 Kommandeur der 16. Schützen-Division. Die Beförderung zum Generalmajor erfolgte am 17. Februar 1937. Von Oktober 1937 bis September 1938 nahm er inkognito am Spanischen Bürgerkrieg teil. Nach seiner Rückkehr in die UdSSR wurde ihm am 21. Januar 1939 der militärische Rang eines Divisionskommandanten verliehen, gleichzeitig wurde er zum Kommandeur des 1. Schützenkorps des Leningrader Militärbezirks ernannt.
Seit Oktober 1939 war er Kommandeur der Murmansker Armeegruppe, die im Oktober 1939 in die 14. Armee umbenannt wurde. Im Dezember 1939 – März 1940 nahm er im Sowjetisch-finnischen Krieg an den Kämpfen seiner Armee am Kriegsschauplatz in der Arktis teil. Für seine positiv bewertete Truppenführung im Zuge der letzten Feindseligkeiten und deren erfolgreichen Abschluss wurde er am 23. Dezember 1939 zum Korpskommandanten und am 4. Juni 1940 zum Generalleutnant ernannt.

### Im Zweiten Weltkrieg
Beim Ausbruch des Zweiten Weltkriegs stand Frolow an der Spitze der 14. Armee und verteidigte den Raum Murmansk. In Zusammenarbeit mit der Nordflotte gelang es die Offensive des deutschen XIX. Gebirgskorps zu stoppen und den eisfreien Hafen Murmansk für die Rote Armee zu erhalten.
Von September 1941 bis Februar 1944 war er Kommandeur der Karelischen Front. Seine Truppen verteidigten eine Front von mehr als 1.200 Kilometern von der Barentssee über Uchta und Powenez am Onegasee und entlang des Flusses Swir bis zum Ladogasee. Die Front fesselte die Hälfte der finnischen Armee und die deutsche 20. Gebirgs-Armee. In regelmäßigen Abständen folgten sowjetische Angriffe wie die Medweschjegorsker und Kestenger Operation und die Murmansker Offensive.
Am 28. April 1943 wurde er zum Generaloberst befördert. Im Februar 1944 stellte V. A. Frolow wurde zum stellvertretenden Kommandeur der Karelischen Front ernannt. Im Februar 1944 wurde Armeegeneral K. A. Merezkow zum neuen Befehlshaber der Front ernannt und Frolow zum Stellvertreter herabgestuft. Im Sommer 1944 beteiligten sich die Fronttruppen an der Wyborg-Petrosawodsker Operation und an der Verfolgung des Gegners nach Kandalaksha und Kesteng sowie an der Petsamo-Kirkenes-Operation. Infolgedessen wurde die Staatsgrenze im Nordwesten der UdSSR wiederhergestellt, Finnland schied infolge der Niederlage aus dem Krieg aus. Im November 1944 wurde die Front aufgelöst, Frolow in seiner Position zurückgestuft.

### Nachkriegszeit
Von Dezember 1944 bis Mai 1948 war er Befehlshaber der Truppen des Militärbezirks Weißes Meer.
1949 absolvierte er höhere akademische Kurse an der Woroschilow-Militärakademie. Von Mai 1949 bis Juni 1951 befehligte er die Truppen des Militärbezirks Archangelsk. Von Juli 1951 bis zur Auflösung dieses Militärdistrikts im April 1956 war er erneut Befehlshaber der Truppen des Militärbezirks Weißes Meer. Nach seiner Abberufung stand er dem Verteidigungsministeriums der UdSSR seit Oktober 1956 als Beraterreserve zur Verfügung. Er starb 1961 und wurde auf dem Bogoslowskoje-Friedhof von Leningrad beigesetzt.
Auszeichnungen:
- 3 × Leninorden (5. Juli 1940, 21. Februar 1945)
- 4 × Rotbannerorden (22. Februar 1938, 11. März 1944)
- Kutusoworden 1. Klasse (22. Februar 1944)
- Bogdan-Chmelnizki-Orden 1. Klasse (2. November 1944)